# Gone Tomorrow
Gone Tomorrow é o décimo terceiro livro da série Jack Reacher escrito por Lee Child. Foi publicado em 23 de abril de 2009 no Reino Unido e em 19 de maio de 2009 nos EUA. Está escrito na primeira pessoa.

## Resumo do enredo
São 2 da manhã e Jack Reacher está em trânsito no metro de Nova York. Apercebe-se da aparência suspeita duma passageira por corresponder a muitas das características de um potencial homem ou mulher-bomba. Quando se aproxima dela (sabe mais tarde que se trata de Susan Mark) com uma oferta de ajuda, ela dispara  contra si mesma e suicida-se.
A detective do NYPD está disposta a fechar o assunto sem investigar a tragédia, por não se tratar de homicídio, mas Reacher não concorda e pretende compreender o que aconteceu naquela noite. Será que todos são tão honestos quanto afirmam? E se sim, então por que há tantas perguntas a serem feitas e evitadas?
Reacher é repetida e enfaticamente advertido para se afastar do caso, mas a sua possível culpa sobre o desencadear do suicídio da pobre mulher não o deixará descansar até que tenha investigado o mistério até ao fim. Num mundo acinzentado pelo relativismo moral e ético, apenas Jack Reacher respeita teimosamente os seus princípios, não importando qual o custo pessoal.

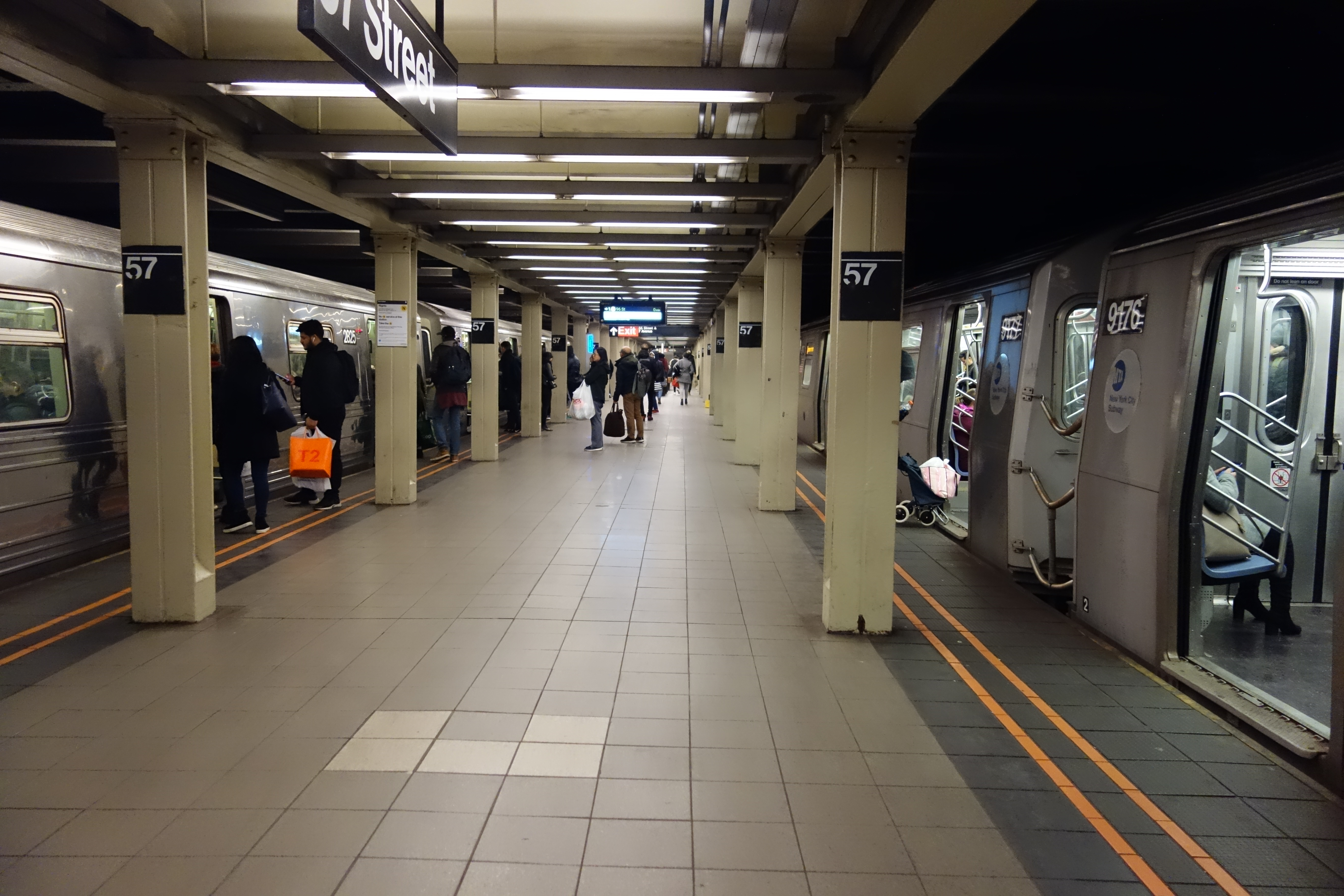
Estação do Metro de Nova Iorque, onde se desenrolam cenas do enredo

Com a ajuda da detective Theresa Lee e do irmão de Susan Mark, Reacher descobre que um político, John Sansom, anterior militar, está fortemente ligado a tudo o que aconteceu. Sansom reunira-se anos antes no Afeganistão com Osama Bin Laden, e agora pretendia que o FBI e que Susan, que trabalhava num departamento militar, apagassem uma foto comprometedora dele junto com OBL; mas a imagem está prestes a cair nas mãos de terroristas disfarçadas de ucranianas, Lila Hoth e sua mãe Svetlana. A quadrilha de terroristas já haviam assassinado pessoas, incluindo Peter Molina, o filho adotivo de Susan. Reacher descobre que elas são terroristas da Al Qaeda, e não mãe e filha como inicialmente se disfarçaram, e que Susan recebeu o vídeo do assassinato do seu filho. Enojada, ela jogou fora a pen com o vídeo e decide matar-se. E quando as descobre num hotel, após eliminar os restantes terroristas, Reacher acaba por assassinar Lila Hoth e Svetlana com uma faca.

## Recepção crítica
John O'Connell no The Guardian referiu que "Gone Tomorrow tem o enredo em ziguezague e a prosa cadenciada que são atibutos de Child. Ao contrário da maioria dos livros da série, porém, este é narrado pelo próprio Reacher. Seus hábitos de lobo solitário e as descodificações bruscas e tecnofóbicas do mundo são sempre um prazer, embora a forma como ele mantém a forma física de lutador com base numa dieta de panquecas, bacon e café seja um dos maiores mistérios do mundo."
E Andy Martin, no The Independent, escreveu que "Gone Tomorrow tem um sabor surpreendentemente retro, na linha de Reacher "roll the clock back". A narrativa retrocede na história em busca de respostas para os problemas do presente. E há algo nostalgicamente neolítico no próprio Reacher, um caçador-recoletor nómada que só pode ser parado com uma pistola de dardos anestésicos originalmente destinada para gorilas."